# Nazareth (Lesotho)
Pour les articles homonymes, voir Nazareth (homonymie).
Nazareth est un village du Lesotho situé à l'Est de Maseru, la capitale du pays, et à l'Ouest du col God Help Me. Au nord du village, se trouve le site d'art rupestre de Ha Baroana (en).

## Source
- (en) Cet article est partiellement ou en totalité issu de l’article de Wikipédia en anglais intitulé « Nazareth, Lesotho » (voir la liste des auteurs).